# University of Edinburgh Business School
Die University of Edinburgh Business School (UEBS) – ehemals University of Edinburgh Management School – ist die Business School der Universität Edinburgh und bietet seit 1918 wirtschaftswissenschaftliche Studiengänge an.
Die UEBS wurde als eine der weltweit Top 1% Wirtschaftshochschulen mit der prestigeträchtigen Triple-Crown Dreifach-Akkreditierung von AMBA, EQUIS und AACSB akkreditiert. Sie zählt damit zu den angesehensten britischen und europäischen Managementschulen. Im internationalen Vergleich rangierte die UEBS 2007 laut der Financial Times auf Platz 8 in Großbritannien, 16 in Europa und 54 weltweit.

## Geschichte

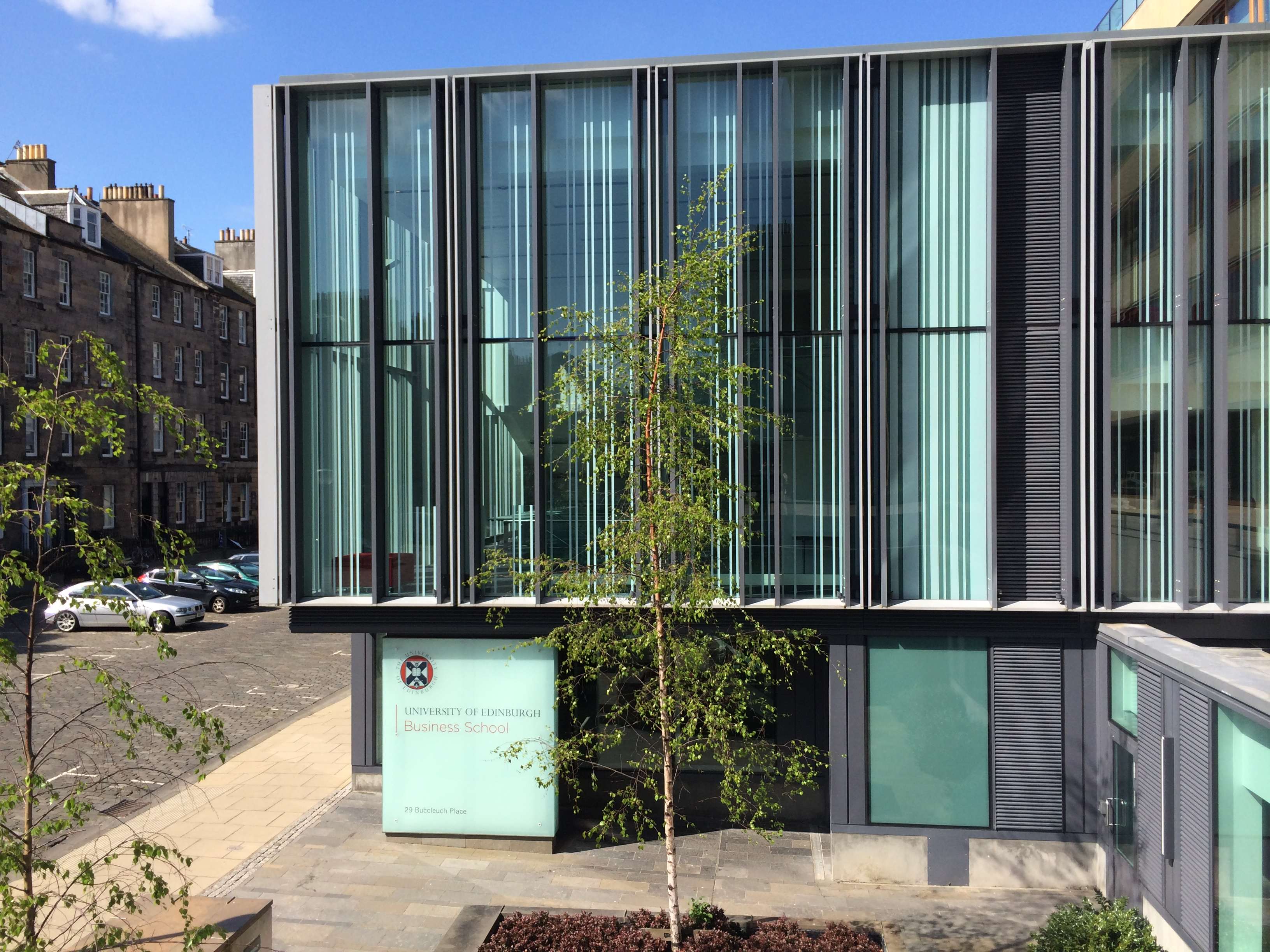
Eingang der UEBS

Die Universität Edinburgh wurde 1916 von der Wirtschaftskammer Edinburgh aufgefordert, ein Studium für seine Mitglieder zu etablieren. Daraufhin wurde im Jahr 1918 der Bachelor of Commerce (BCom) ins Leben gerufen und der Chair of Accounting and Business Method, welcher der erste seiner Art in Schottland war, wurde gegründet. Zuerst Teil der Faculty of Arts wurde bald das Department of Business Studies und das Department of Accounting and Business Method gegründet.
Erst im 21. Jahrhundert wurde der BCom durch den Master of Arts (MA) in Business Studies ersetzt. Der Master of Business Administration (MBA) wurde erstmals 1980 angeboten.  Seit damals haben über 3.500 Studenten dieses Programm absolviert. Das erste MSc Programm wurde 1996 eingeführt.
Seit August 2010 ist die Business School in einem neu gebauten Gebäude im Zentrum des Universitätscampus und im Herzen der Stadt Edinburgh untergebracht. Der Neubau stellte eine Investition von 17 Millionen £ für die Universität dar. Es beinhaltet alle Mitarbeiterbüros, acht Vorlesungssäle, mehrere Arbeitsräume, eine executive education Suite und ein Café. Außerdem werden von der Business School auch die historischen und modernen Gebäude der Universität Edinburgh mitgenutzt.

## Akademische Einheiten
An der UEBS wurden 8  Kompetenzzentren und Forschungseinrichtungen eingerichtet. Außerdem wird mit einigen externen Forschungszentren kooperiert.
Die UEBS bietet diverse Studien- und Forschungsprogramme an, wobei ein starker Fokus bei Lehre und Forschung auf folgende Bereiche gesetzt wird:
- Accounting and Finance
- Management Science and Business Economics
- Marketing
- Strategy and International Business
- Entrepreneurship and Innovation
- Organisation Studies

Die UEBS hat, neben Finanzmanagement, auch einen starken Fokus auf Innovation und Entrepreneurship und veranstaltet diverse Business Plan Wettbewerbe. Kurse und Vorträge werden auch in Zusammenarbeit mit dem Edinburgh-Stanford Link, in dem Unternehmer und Investoren referieren, veranstaltet. Der E-Club fördert seit 2005 die unternehmerischen Aktivitäten an der Universität.
Die Studenten werden von den Edinburgh Careers Service Team bei Karriere, persönlicher Weiterentwicklung und Soft-Skills beraten und trainiert. Die Studenten profitieren dabei auch von dem internationalen Alumni-Netzwerk und den bis zu 50 Gastredner, die jährlich an der UEBS referieren. Das UEBS-Alumni-Netzwerk umfasst 10.000 Mitglieder in über 120 Ländern.

## MBA
Der MBA wird aktuell als Vollzeit MBA (12 Monate) und Part-time Executive MBA (27 Monate) angeboten.  Neben der gängigen Case-Studies und Gruppen-Projekte während des Studiums, beinhaltet der Vollzeit MBA noch ein dreimonatiges Consulting Projekt in Zusammenarbeit mit verschiedenen Unternehmen. Beim International Business MBA verbringen die Studenten noch drei Monate in einer der weltweiten Partneruniversitäten und durchlaufen anschließend noch ein MBA-Praktikum in einem Unternehmen.

## Postgraduate Programme
Neben den MBA Programmen bietet die UEMS noch eine Reihe Master- (MSc) und Forschungs- (MSc/PhD) Programme an wie z. B.:
- MSc in Accounting and Finance
- MSc in Banking and Risk
- MSc in Business Analytics
- MSc in Carbon Finance
- MSc in Entrepreneurship and Innovation
- MSc in Finance
- MSc in Human Resource Management
- MSc in International Business and Emerging Markets
- MSc in International Human Resource Management
- MSc in Management
- MSc in Marketing
- MSc in Marketing and Business Analysis
- PhD/MSc Research degrees in Management

## Sonstiges
Der Tartan der UEBS ist im Scottish Register of Tartans registriert unter der STA Referenznummer 6107.